# Manuel Kindelán
Manuel Kindelán de la Torre (Santiago de Cuba, 1864 -?) fue un abogado y político español.
Miembro del Partido Liberal en el sector liberal-demócrata de Manuel García Prieto, fue diputado por el distrito electoral de Tortosa primero (1905) y después por el de Roquetas en las elecciones generales de 1910, 1914, 1916, 1918, 1919, 1920 y 1923.